# محاسبه

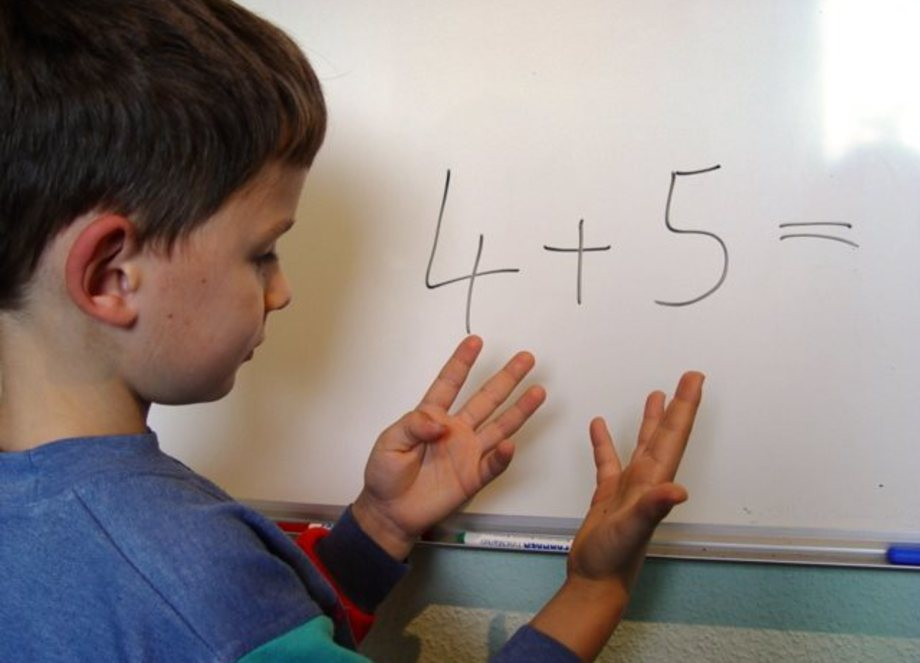
محاسبه جمع دو عدد توسط انگشتان دست

محاسبه فرایندی مشخص است که یک یا چند ورودی را با انجام عملیات‌های خواسته‌شده به یک یا چند خروجی به‌صورتی متغیر تبدیل می‌کند.